# Sallywalkerana
Sallywalkerana é um gênero de anuros da família Ranixalidae. Possui 3 espécies que são encontradas na Índia.

## Espécies
- Sallywalkerana diplosticta S.D. Biju, Sushil Dutta, Robert Inger & M.S. Ravichandran, 2004
- Sallywalkerana leptodactyla S.D. Biju & Sushil Dutta, 2004
- Sallywalkerana phrynoderma S.D. Biju, S.P. Vijayakumar & Sushil Dutta, 2004